# هنري ر. هاريس
هنري ر. هاريس (بالإنجليزية: Henry R. Harris)‏ هو سياسي أمريكي، ولد في 2 فبراير 1828 في أسبرطة في اليونان، وتوفي في 15 أكتوبر 1909. حزبياً، نشط في الحزب الديمقراطي. وقد انتخب عضو مجلس النواب الأمريكي.